# Алексеев, Иван Николаевич
Иван Николаевич Алексеев (20 августа 1920, Жемконский 1-й наслег, Хангаласский улус, ЯАССР, РСФСР, СССР - 4 ноября 1999) — советский общественный и политический деятель, экономист. В течение шести созывов был депутатом Верховного Совета ЯАССР, неоднократно избирался членом обкома КПСС, членом и председателем ревизионной комиссии областной партийной организации, четырежды избирался депутатом Якутского горсовета. В 2000 году алмазу весом 60,26 карата, добытому на трубке «Юбилейной», было присвоено имя «Иван Алексеев».

## Биография
В 1938 году окончил семилетнюю школу и поступил в Якутский финансово-кредитный техникум.
Трудовую деятельность начал в 1941 году в качестве налогового инспектора районного финансового отдела Намского районного исполнительного комитета (исполком).
В августе 1942 года Иван Алексеев был призван на фронт и участвовал в боевых действиях до 1945 года. После войны работал ревизором народного комиссариата финансов РСФСР, затем заведующим Верхоянским районным финансовым отделом. В 1954 году окончил Высшую финансовую школу в Ленинграде и был назначен  консультантом, а затем начальником группы по финансам Совета Министров ЯАССР.
В 1958 году Ивана Николаевич Алексеев был избран председателем исполкома Кобяйского райсовета. Он занимал должности Министра продовольственных товаров ЯАССР, начальника Статуправления. С 1967 по 1971 год занимал пост председателя исполнительного комитета Якутского горсовета. Затем перешел на работу в министерство финансов ЯАССР в должности заместителя министра. В 1974 году был назначен Министра финансов ЯАССР и занимал этот пост до 1988 года.
После выхода на государственную пенсию союзного значения он продолжал трудиться как член президиума Якутского республиканского Комитета защиты мира, был избран и работал председателем Фонда ветеранов войны, труда, правоохранительных органов и вооруженных сил. 
2 августа 1995 года Ивану Николаевичу Алексееву присвоен статус почетного гражданина города Якутск. 

## Награды
- Заслуженный экономист РСФСР
- Заслуженный работник народного хозяйства ЯАССР
- Почетный гражданин города Якутска и города Гринвеля (штат Миссисипи, США)
- орден Красной Звезды
- орден Отечественной войны II степени
- золотая медаль и почетный знак Союзного Фонда Мира
- орден «Знак Почета»

## Примечание
1. ↑  Бессмертный полк. Якутск. Алексеев Иван Николаевич
2. ↑  Почетные граждане города Якутска. 1889-2011: биобиблиогр. справ. / Окр. администрация гор. округа «город Якутск»; Отд. нац. и краевед. лит. Централ. гор. б-ки им. В.Г. Белинского; сост.: И.В. Уваровская. – 2-е изд., перераб. и доп. – Якутск: Смик-Мастер. Полиграфия, 2012. – 205 с.
3. ↑  Алексеев Иван Николаевич. Инфопортал. Дата обращения: 21 августа 2019. Архивировано 21 августа 2019 года.
4. ↑  Ко Дню города: Руководители Якутска. dnevniki.ykt.ru. Дата обращения: 21 августа 2019.
5. ↑  Официальный информационный портал Республик Саха (Якутия). minfin.sakha.gov.ru. Дата обращения: 21 августа 2019. Архивировано 19 августа 2019 года.
6. ↑  В Москве ограблена квартира почетного гражданина Якутска Бориса Бошкова. xn--80aa3bndv5cq.xn--p1ai. Дата обращения: 21 августа 2019. Архивировано 21 августа 2019 года.